# Gruyères (Francja)
Gruyères – miejscowość i gmina we Francji, w regionie Grand Est, w departamencie Ardeny.
Według danych na rok 1990 gminę zamieszkiwały 52 osoby, a gęstość zaludnienia wynosiła 9 osób/km².

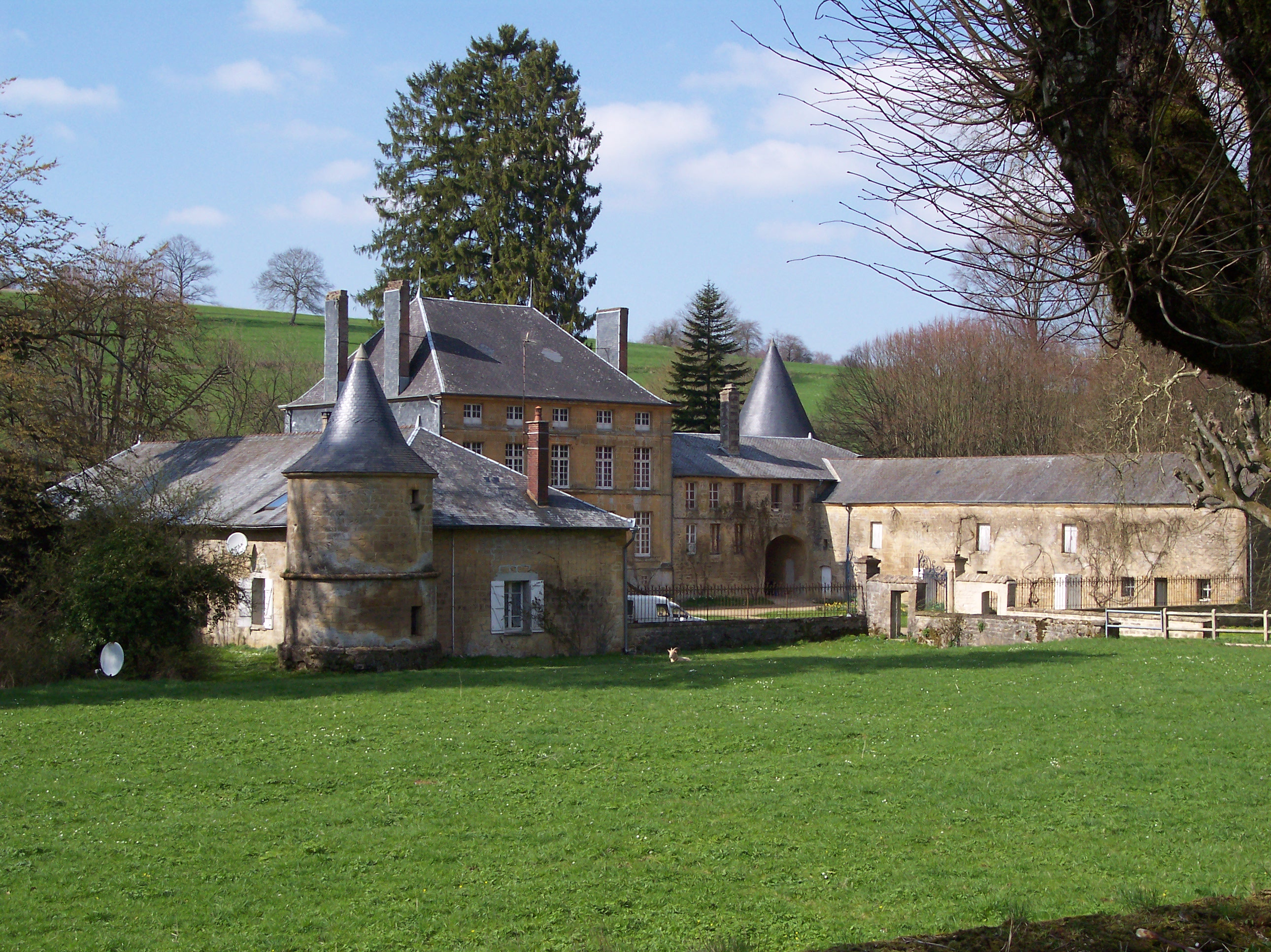
Zamek w Gruyères, 2004